# BiL Bay 90

Zeichnung zu BiL Bay 90

Bei den bayerischen BiL Bay 90 handelte es sich um Durchgangswagen für den Lokalbahnverkehr. Sie wurden im Wagenstandsverzeichnis der Königlich Bayerischen Staatseisenbahnen (K.Bay.Sts.B.) von 1913 unter der Blatt-Nr. 494 geführt, im Verzeichnis von 1897 unter der Blatt-Nr. 297.

## Entwicklung
Mit dem größer werdenden Streckennetz an Lokalbahnen einher ging der Bedarf an passenden Wagen für den lokalen Personen-Nahverkehr sowie den Ausflugsverkehr. Zwischen 1888 und 1890 wurden Wagen beschafft, die schon Merkmale der normalen Personenwagen für Vollbahnen aufwiesen. Im Unterschied zu diesen waren sie für den Militärtransport nicht geeignet.

## Beschaffung
In dem Zeitraum zwischen 1888 und 1890 wurden neben 45 Wagen der Gattungen AL, BCL, CL und PPostL auch sechs längere Versuchswagen der Gattungen BL, BCL und CL beschafft. Diese hatten alle einen einheitlichen Grundriss, offene Endplattformen mit Klapptüren an den Aufstiegen, klappbare Lokalbahnaufstiege und nur durch Bügel gesicherte Personalübergänge. Die zwei Wagen der Gattung „BL“ nach Blatt Nr. 494 wurden 1890 beschafft.

## Verbleib
Der Verbleib der Wagen ist nicht geklärt. Es ist anzunehmen, dass sie wie die Wagen nach Blatt 497 bis 1940 ausgemustert wurden.

## Konstruktive Merkmale

### Untergestell
Der Rahmen der Wagen war komplett aus Profileisen aufgebaut und genietet. Die äußeren Längsträger hatte U-Form mit nach außen gerichteten Flanschen. Die Querträger waren ebenfalls aus U-Profilen und nicht gekröpft. Als Zugeinrichtung hatten die Wagen Schraubenkupplungen nach VDEV. Die Zugstange war durchgehend und mittig gefedert. Als Stoßeinrichtung besaßen die Wagen geschlitzte Korbpuffer mit einer Einbaulänge von 650 Millimetern, die Pufferteller hatten einen Durchmesser von 370 Millimetern.

### Laufwerk
Die Wagen hatten genietete Fachwerkachshalter der Verbandsbauart. Gelagert waren die Achsen in Gleitachslagern. Die sieben Federn hatten eine Länge von 1.540 mm. Der Querschnitt hatte die Maße 76 × 136 mm. Die Räder hatten Speichenradkörper der bayerischen Form 37. Wegen des langen Radstandes von 6.000 mm kamen Lenkachsen des Typs A4 zum Einsatz.
Neben einer Handspindelbremse, welche sich auf einer der Plattformen am Wagenende befand, hatten die Wagen auch Druckluftbremsen des Systems Westinghouse.

### Wagenkasten
Der Rahmen des Wagenkastens bestand aus hölzernen Ständerwerk. Dies war außen mit Blechen und innen mit Holz verkleidet. Die Stöße der Bleche wurden durch Deckleisten abgedeckt. Das Dach war flach gerundet, ragte über die Seitenwände und war über die offenen Endplattformen hinausgezogen. Die Wagen besaßen Auftritte in der Bauart der klappbaren Lokalbahnauftritte.

### Ausstattung
Der Wagentyp führte ausschließlich die 2. Klasse und hatte insgesamt 40 gepolsterte Sitzplätze. Ein Abort war nicht vorhanden. Für die beiden Endplattformen wurden insgesamt 12 Stehplätze ausgewiesen.
Die Beleuchtung erfolgte durch Petroleumlampen. Die Beheizung erfolgte über Dampf. Belüftet wurden die Wagen durch statische Dachlüfter sowie durch versenkbare Fenster.

## Wagennummern
| Herstelldaten        | Herstelldaten        | Wagennummern je Epoche Gattungszeichen | Wagennummern je Epoche Gattungszeichen | Wagennummern je Epoche Gattungszeichen | Wagennummern je Epoche Gattungszeichen | Wagennummern je Epoche Gattungszeichen | Wagennummern je Epoche Gattungszeichen | Wagennummern je Epoche Gattungszeichen | Fahrwerk | Fahrwerk | Fahrwerk | Ausstattung | Ausstattung | Ausstattung | Ausstattung | Ausstattung | Ausstattung | Ausstattung | Zusatzinfos | Zusatzinfos | Zusatzinfos | Zusatzinfos |
| Bau- jahr            | Her- steller         | ab 1909 (1907)                         | Rep. (1919)                            | DR (ab 1923)                           | DRG (ab 1930) | DRG n. Umbau | Ausge- mustert | letzter Heimat-Bf. | Bremsen | Anz. Achs. | Lenk- achs. | Bl. | Hz. | Anz. Abort | Anz. Sitze je Klasse | Anz. Sitze je Klasse | Anz. Sitze je Klasse | Anz. Sitze je Klasse | Signal- halter | Bemerkung | | |
| Blatt-Nr. 494        | Blatt-Nr. 494        | BL                                     |                                        | BL Bay 90                              | BiL Bay 90 | | | | (siehe Legende) | | | (siehe Legende) | (siehe Legende) | | 1. | 2. | 3. | 4. | (siehe Legende) | | | |
| -------------------- | -------------------- | -------------------------------------- | -------------------------------------- | -------------------------------------- | --- | --- | --- | --- | --- | --- | --- | --- | --- | --- | --- | --- | --- | --- | --- | --- | --- | --- |
| 1890                 | MAN                  | 18 011                                 |                                        |                                        | | | </1940 | | Pl, Wsbr | 2 | A 4 | P | D | | | | 40 / 12 | | | | | |
| 1890                 | MAN                  | 18 012                                 |                                        |                                        | | | </1940 | | Pl, Wsbr | 2 | A 4 | P | D | | | | 40 / 12 | | | | | |
| Legende Bremsen      | Legende Bremsen      | Legende Bremsen                        | Handbremstypen                         | Handbremstypen                         | BrH = Bremserhaus, Pl = Handbremse auf Plattform, Fsbr = Freisitzbremse | BrH = Bremserhaus, Pl = Handbremse auf Plattform, Fsbr = Freisitzbremse | BrH = Bremserhaus, Pl = Handbremse auf Plattform, Fsbr = Freisitzbremse | BrH = Bremserhaus, Pl = Handbremse auf Plattform, Fsbr = Freisitzbremse | BrH = Bremserhaus, Pl = Handbremse auf Plattform, Fsbr = Freisitzbremse | BrH = Bremserhaus, Pl = Handbremse auf Plattform, Fsbr = Freisitzbremse | BrH = Bremserhaus, Pl = Handbremse auf Plattform, Fsbr = Freisitzbremse | BrH = Bremserhaus, Pl = Handbremse auf Plattform, Fsbr = Freisitzbremse | BrH = Bremserhaus, Pl = Handbremse auf Plattform, Fsbr = Freisitzbremse | BrH = Bremserhaus, Pl = Handbremse auf Plattform, Fsbr = Freisitzbremse | BrH = Bremserhaus, Pl = Handbremse auf Plattform, Fsbr = Freisitzbremse | BrH = Bremserhaus, Pl = Handbremse auf Plattform, Fsbr = Freisitzbremse | BrH = Bremserhaus, Pl = Handbremse auf Plattform, Fsbr = Freisitzbremse | BrH = Bremserhaus, Pl = Handbremse auf Plattform, Fsbr = Freisitzbremse | BrH = Bremserhaus, Pl = Handbremse auf Plattform, Fsbr = Freisitzbremse | BrH = Bremserhaus, Pl = Handbremse auf Plattform, Fsbr = Freisitzbremse | BrH = Bremserhaus, Pl = Handbremse auf Plattform, Fsbr = Freisitzbremse | BrH = Bremserhaus, Pl = Handbremse auf Plattform, Fsbr = Freisitzbremse |
|                      |                      |                                        | Druckluftbremsen                       | Druckluftbremsen                       | Hnbr = Henri-Bremse, Hsbr = Henri-Schnellbremse, Kp. = Knorr-Bremse, Sbr. = Schleifer-Bremse, Ssbr = Schleifer-Schnellbremse, Wbr = Westinghouse-Bremse, Wsbr = Westinghouse-Schnellbremse | Hnbr = Henri-Bremse, Hsbr = Henri-Schnellbremse, Kp. = Knorr-Bremse, Sbr. = Schleifer-Bremse, Ssbr = Schleifer-Schnellbremse, Wbr = Westinghouse-Bremse, Wsbr = Westinghouse-Schnellbremse | Hnbr = Henri-Bremse, Hsbr = Henri-Schnellbremse, Kp. = Knorr-Bremse, Sbr. = Schleifer-Bremse, Ssbr = Schleifer-Schnellbremse, Wbr = Westinghouse-Bremse, Wsbr = Westinghouse-Schnellbremse | Hnbr = Henri-Bremse, Hsbr = Henri-Schnellbremse, Kp. = Knorr-Bremse, Sbr. = Schleifer-Bremse, Ssbr = Schleifer-Schnellbremse, Wbr = Westinghouse-Bremse, Wsbr = Westinghouse-Schnellbremse | Hnbr = Henri-Bremse, Hsbr = Henri-Schnellbremse, Kp. = Knorr-Bremse, Sbr. = Schleifer-Bremse, Ssbr = Schleifer-Schnellbremse, Wbr = Westinghouse-Bremse, Wsbr = Westinghouse-Schnellbremse | Hnbr = Henri-Bremse, Hsbr = Henri-Schnellbremse, Kp. = Knorr-Bremse, Sbr. = Schleifer-Bremse, Ssbr = Schleifer-Schnellbremse, Wbr = Westinghouse-Bremse, Wsbr = Westinghouse-Schnellbremse | Hnbr = Henri-Bremse, Hsbr = Henri-Schnellbremse, Kp. = Knorr-Bremse, Sbr. = Schleifer-Bremse, Ssbr = Schleifer-Schnellbremse, Wbr = Westinghouse-Bremse, Wsbr = Westinghouse-Schnellbremse | Hnbr = Henri-Bremse, Hsbr = Henri-Schnellbremse, Kp. = Knorr-Bremse, Sbr. = Schleifer-Bremse, Ssbr = Schleifer-Schnellbremse, Wbr = Westinghouse-Bremse, Wsbr = Westinghouse-Schnellbremse | Hnbr = Henri-Bremse, Hsbr = Henri-Schnellbremse, Kp. = Knorr-Bremse, Sbr. = Schleifer-Bremse, Ssbr = Schleifer-Schnellbremse, Wbr = Westinghouse-Bremse, Wsbr = Westinghouse-Schnellbremse | Hnbr = Henri-Bremse, Hsbr = Henri-Schnellbremse, Kp. = Knorr-Bremse, Sbr. = Schleifer-Bremse, Ssbr = Schleifer-Schnellbremse, Wbr = Westinghouse-Bremse, Wsbr = Westinghouse-Schnellbremse | Hnbr = Henri-Bremse, Hsbr = Henri-Schnellbremse, Kp. = Knorr-Bremse, Sbr. = Schleifer-Bremse, Ssbr = Schleifer-Schnellbremse, Wbr = Westinghouse-Bremse, Wsbr = Westinghouse-Schnellbremse | Hnbr = Henri-Bremse, Hsbr = Henri-Schnellbremse, Kp. = Knorr-Bremse, Sbr. = Schleifer-Bremse, Ssbr = Schleifer-Schnellbremse, Wbr = Westinghouse-Bremse, Wsbr = Westinghouse-Schnellbremse | Hnbr = Henri-Bremse, Hsbr = Henri-Schnellbremse, Kp. = Knorr-Bremse, Sbr. = Schleifer-Bremse, Ssbr = Schleifer-Schnellbremse, Wbr = Westinghouse-Bremse, Wsbr = Westinghouse-Schnellbremse | Hnbr = Henri-Bremse, Hsbr = Henri-Schnellbremse, Kp. = Knorr-Bremse, Sbr. = Schleifer-Bremse, Ssbr = Schleifer-Schnellbremse, Wbr = Westinghouse-Bremse, Wsbr = Westinghouse-Schnellbremse | Hnbr = Henri-Bremse, Hsbr = Henri-Schnellbremse, Kp. = Knorr-Bremse, Sbr. = Schleifer-Bremse, Ssbr = Schleifer-Schnellbremse, Wbr = Westinghouse-Bremse, Wsbr = Westinghouse-Schnellbremse | Hnbr = Henri-Bremse, Hsbr = Henri-Schnellbremse, Kp. = Knorr-Bremse, Sbr. = Schleifer-Bremse, Ssbr = Schleifer-Schnellbremse, Wbr = Westinghouse-Bremse, Wsbr = Westinghouse-Schnellbremse | Hnbr = Henri-Bremse, Hsbr = Henri-Schnellbremse, Kp. = Knorr-Bremse, Sbr. = Schleifer-Bremse, Ssbr = Schleifer-Schnellbremse, Wbr = Westinghouse-Bremse, Wsbr = Westinghouse-Schnellbremse | Hnbr = Henri-Bremse, Hsbr = Henri-Schnellbremse, Kp. = Knorr-Bremse, Sbr. = Schleifer-Bremse, Ssbr = Schleifer-Schnellbremse, Wbr = Westinghouse-Bremse, Wsbr = Westinghouse-Schnellbremse |
|                      |                      |                                        | Saugluftbremsen                        | Saugluftbremsen                        | Hbr = Hardy-Bremse, Ahbr = Autom. Hardy-Vacuumbremse | Hbr = Hardy-Bremse, Ahbr = Autom. Hardy-Vacuumbremse | Hbr = Hardy-Bremse, Ahbr = Autom. Hardy-Vacuumbremse | Hbr = Hardy-Bremse, Ahbr = Autom. Hardy-Vacuumbremse | Hbr = Hardy-Bremse, Ahbr = Autom. Hardy-Vacuumbremse | Hbr = Hardy-Bremse, Ahbr = Autom. Hardy-Vacuumbremse | Hbr = Hardy-Bremse, Ahbr = Autom. Hardy-Vacuumbremse | Hbr = Hardy-Bremse, Ahbr = Autom. Hardy-Vacuumbremse | Hbr = Hardy-Bremse, Ahbr = Autom. Hardy-Vacuumbremse | Hbr = Hardy-Bremse, Ahbr = Autom. Hardy-Vacuumbremse | Hbr = Hardy-Bremse, Ahbr = Autom. Hardy-Vacuumbremse | Hbr = Hardy-Bremse, Ahbr = Autom. Hardy-Vacuumbremse | Hbr = Hardy-Bremse, Ahbr = Autom. Hardy-Vacuumbremse | Hbr = Hardy-Bremse, Ahbr = Autom. Hardy-Vacuumbremse | Hbr = Hardy-Bremse, Ahbr = Autom. Hardy-Vacuumbremse | Hbr = Hardy-Bremse, Ahbr = Autom. Hardy-Vacuumbremse | Hbr = Hardy-Bremse, Ahbr = Autom. Hardy-Vacuumbremse | Hbr = Hardy-Bremse, Ahbr = Autom. Hardy-Vacuumbremse |
| Legende BL           | Legende BL           | Legende BL                             | Arten der Beleuchtung                  | Arten der Beleuchtung                  | P = Petroleumleuchte, G = Gasleuchte, Gg = Gas-Glühleuchte, El = elektrische Beleuchtung                                                                                                   | P = Petroleumleuchte, G = Gasleuchte, Gg = Gas-Glühleuchte, El = elektrische Beleuchtung                                                                                                   | P = Petroleumleuchte, G = Gasleuchte, Gg = Gas-Glühleuchte, El = elektrische Beleuchtung                                                                                                   | P = Petroleumleuchte, G = Gasleuchte, Gg = Gas-Glühleuchte, El = elektrische Beleuchtung                                                                                                   | P = Petroleumleuchte, G = Gasleuchte, Gg = Gas-Glühleuchte, El = elektrische Beleuchtung                                                                                                   | P = Petroleumleuchte, G = Gasleuchte, Gg = Gas-Glühleuchte, El = elektrische Beleuchtung                                                                                                   | P = Petroleumleuchte, G = Gasleuchte, Gg = Gas-Glühleuchte, El = elektrische Beleuchtung                                                                                                   | P = Petroleumleuchte, G = Gasleuchte, Gg = Gas-Glühleuchte, El = elektrische Beleuchtung                                                                                                   | P = Petroleumleuchte, G = Gasleuchte, Gg = Gas-Glühleuchte, El = elektrische Beleuchtung                                                                                                   | P = Petroleumleuchte, G = Gasleuchte, Gg = Gas-Glühleuchte, El = elektrische Beleuchtung                                                                                                   | P = Petroleumleuchte, G = Gasleuchte, Gg = Gas-Glühleuchte, El = elektrische Beleuchtung                                                                                                   | P = Petroleumleuchte, G = Gasleuchte, Gg = Gas-Glühleuchte, El = elektrische Beleuchtung                                                                                                   | P = Petroleumleuchte, G = Gasleuchte, Gg = Gas-Glühleuchte, El = elektrische Beleuchtung                                                                                                   | P = Petroleumleuchte, G = Gasleuchte, Gg = Gas-Glühleuchte, El = elektrische Beleuchtung                                                                                                   | P = Petroleumleuchte, G = Gasleuchte, Gg = Gas-Glühleuchte, El = elektrische Beleuchtung                                                                                                   | P = Petroleumleuchte, G = Gasleuchte, Gg = Gas-Glühleuchte, El = elektrische Beleuchtung                                                                                                   | P = Petroleumleuchte, G = Gasleuchte, Gg = Gas-Glühleuchte, El = elektrische Beleuchtung                                                                                                   | P = Petroleumleuchte, G = Gasleuchte, Gg = Gas-Glühleuchte, El = elektrische Beleuchtung                                                                                                   |
| Legende HZ           | Legende HZ           | Legende HZ                             | Arten der Beheizung                    | Arten der Beheizung                    | O = Ofenheizung, D = Dampfheizung, Pr. = Presskohleheizung, L = nur Dampfleitung | O = Ofenheizung, D = Dampfheizung, Pr. = Presskohleheizung, L = nur Dampfleitung | O = Ofenheizung, D = Dampfheizung, Pr. = Presskohleheizung, L = nur Dampfleitung | O = Ofenheizung, D = Dampfheizung, Pr. = Presskohleheizung, L = nur Dampfleitung | O = Ofenheizung, D = Dampfheizung, Pr. = Presskohleheizung, L = nur Dampfleitung | O = Ofenheizung, D = Dampfheizung, Pr. = Presskohleheizung, L = nur Dampfleitung | O = Ofenheizung, D = Dampfheizung, Pr. = Presskohleheizung, L = nur Dampfleitung | O = Ofenheizung, D = Dampfheizung, Pr. = Presskohleheizung, L = nur Dampfleitung | O = Ofenheizung, D = Dampfheizung, Pr. = Presskohleheizung, L = nur Dampfleitung | O = Ofenheizung, D = Dampfheizung, Pr. = Presskohleheizung, L = nur Dampfleitung | O = Ofenheizung, D = Dampfheizung, Pr. = Presskohleheizung, L = nur Dampfleitung | O = Ofenheizung, D = Dampfheizung, Pr. = Presskohleheizung, L = nur Dampfleitung | O = Ofenheizung, D = Dampfheizung, Pr. = Presskohleheizung, L = nur Dampfleitung | O = Ofenheizung, D = Dampfheizung, Pr. = Presskohleheizung, L = nur Dampfleitung | O = Ofenheizung, D = Dampfheizung, Pr. = Presskohleheizung, L = nur Dampfleitung | O = Ofenheizung, D = Dampfheizung, Pr. = Presskohleheizung, L = nur Dampfleitung | O = Ofenheizung, D = Dampfheizung, Pr. = Presskohleheizung, L = nur Dampfleitung | O = Ofenheizung, D = Dampfheizung, Pr. = Presskohleheizung, L = nur Dampfleitung |
| Legende Signalhalter | Legende Signalhalter | Legende Signalhalter                   | zum Übergang nach                      | zum Übergang nach                      | AT = Österreich, IT = Italien, CH = Schweiz, FR = Frankreich, BE = Belgien | AT = Österreich, IT = Italien, CH = Schweiz, FR = Frankreich, BE = Belgien | AT = Österreich, IT = Italien, CH = Schweiz, FR = Frankreich, BE = Belgien | AT = Österreich, IT = Italien, CH = Schweiz, FR = Frankreich, BE = Belgien | AT = Österreich, IT = Italien, CH = Schweiz, FR = Frankreich, BE = Belgien | AT = Österreich, IT = Italien, CH = Schweiz, FR = Frankreich, BE = Belgien | AT = Österreich, IT = Italien, CH = Schweiz, FR = Frankreich, BE = Belgien | AT = Österreich, IT = Italien, CH = Schweiz, FR = Frankreich, BE = Belgien | AT = Österreich, IT = Italien, CH = Schweiz, FR = Frankreich, BE = Belgien | AT = Österreich, IT = Italien, CH = Schweiz, FR = Frankreich, BE = Belgien | AT = Österreich, IT = Italien, CH = Schweiz, FR = Frankreich, BE = Belgien | AT = Österreich, IT = Italien, CH = Schweiz, FR = Frankreich, BE = Belgien | AT = Österreich, IT = Italien, CH = Schweiz, FR = Frankreich, BE = Belgien | AT = Österreich, IT = Italien, CH = Schweiz, FR = Frankreich, BE = Belgien | AT = Österreich, IT = Italien, CH = Schweiz, FR = Frankreich, BE = Belgien | AT = Österreich, IT = Italien, CH = Schweiz, FR = Frankreich, BE = Belgien | AT = Österreich, IT = Italien, CH = Schweiz, FR = Frankreich, BE = Belgien | AT = Österreich, IT = Italien, CH = Schweiz, FR = Frankreich, BE = Belgien |